# Astra 2D
Astra 2D luxemburgi kommunikációs műhold.

## Küldetés
A műhold biztosítja a teljes körű televíziós műsorszóró szolgáltatást, beleértve a HDTV és más fejlett audiovizuális és a széles sávú szolgáltatásokat. Szolgáltatást a Brit-szigeteken, Egyesült Királyságban és Írországban végez.

## Jellemzői
Gyártotta a Boeing Satellite Systems (amerikai), üzemeltette a Société Européenne des Satellites-Astra (SES Global – korábban SES Astra) Európa műhold üzemeltető magáncége. Társműholdak voltak a GE 8 (General Electric/USA) és a LDREX (japán).
Megnevezései:  COSPAR:2000-081A; SATCAT kódja: 26638.
2000. december 19-én a Guyana Űrközpontból, az ELA-3. számú indítóállványról egy Ariane–5G (V138) hordozórakétával állították közepes magasságú Föld körüli pályára (MEO = Medium Earth Orbit). Az orbitális pályája 1436,24 perces, 0,30° hajlásszögű, Geoszinkron pálya perigeuma 35 785 kilométer, az apogeuma 35 794 kilométer volt.
Alakja henger, átmérője 2,17; magassága 3,15 (pályán 7,97) méter, tömege 1420 kilogramm. Szolgálati idejét 12 évre tervezték. Három tengelyesen stabilizált (Nap-Föld érzékeny) űreszköz. 66 televíziós csatorna, valamint videó és internet szolgáltatást végez. Telemetriai szolgáltatását antennák segítik. Információ lejátszó KU-sávos, 16 aktív transzponder biztosította Európa lefedettségét. Az űreszköz felületét napelemek borítják (1 600 W), éjszakai (földárnyék) energia ellátását újratölthető kémiai akkumulátorok biztosították. A stabilitás és a pályaelemek elősegítése érdekében (monopropilén hidrazin) gázfúvókákkal felszerelt.